# 星月れお
星月 れお（ほしつき れお、1993年8月8日 - ）は、日本のグラビアモデル・女優・AV女優。
東京都出身、ティーパワーズに所属。

## 人物
2013年8月、プライムエージェンシーに所属。
2014年3月、MUTEKIからAVデビュー。同年6月、kawaii*専属となる。
2015年7月、越川アメリに改名。

## 作品

### DVD

#### アイドル作品
- 『ハックツ美少女 Revolution 星月れお』（2013年12月5日、グラッツコーポレーション）

#### アダルト作品
- AV Debut 星月れお（2014年3月1日、MUTEKI）
- ミスマ○ジン セミファイナリスト 星月れお kawaii*専属デビュー!!（2014年6月25日、kawaii*）
- 恥ずかしガール☆（2014年7月25日、kawaii*）